# 神奈川県道510号長竹川尻線

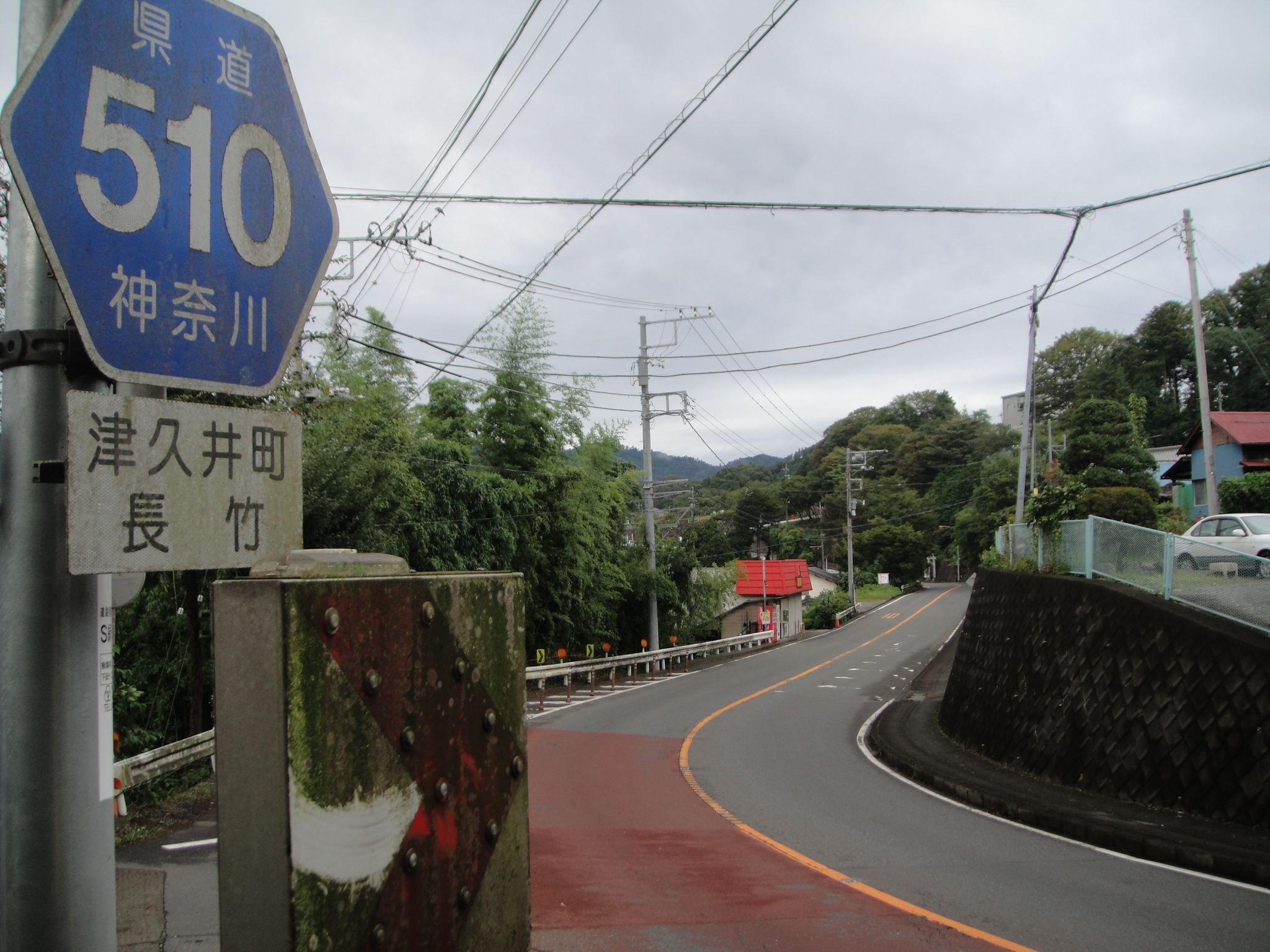
神奈川県道510号長竹川尻線

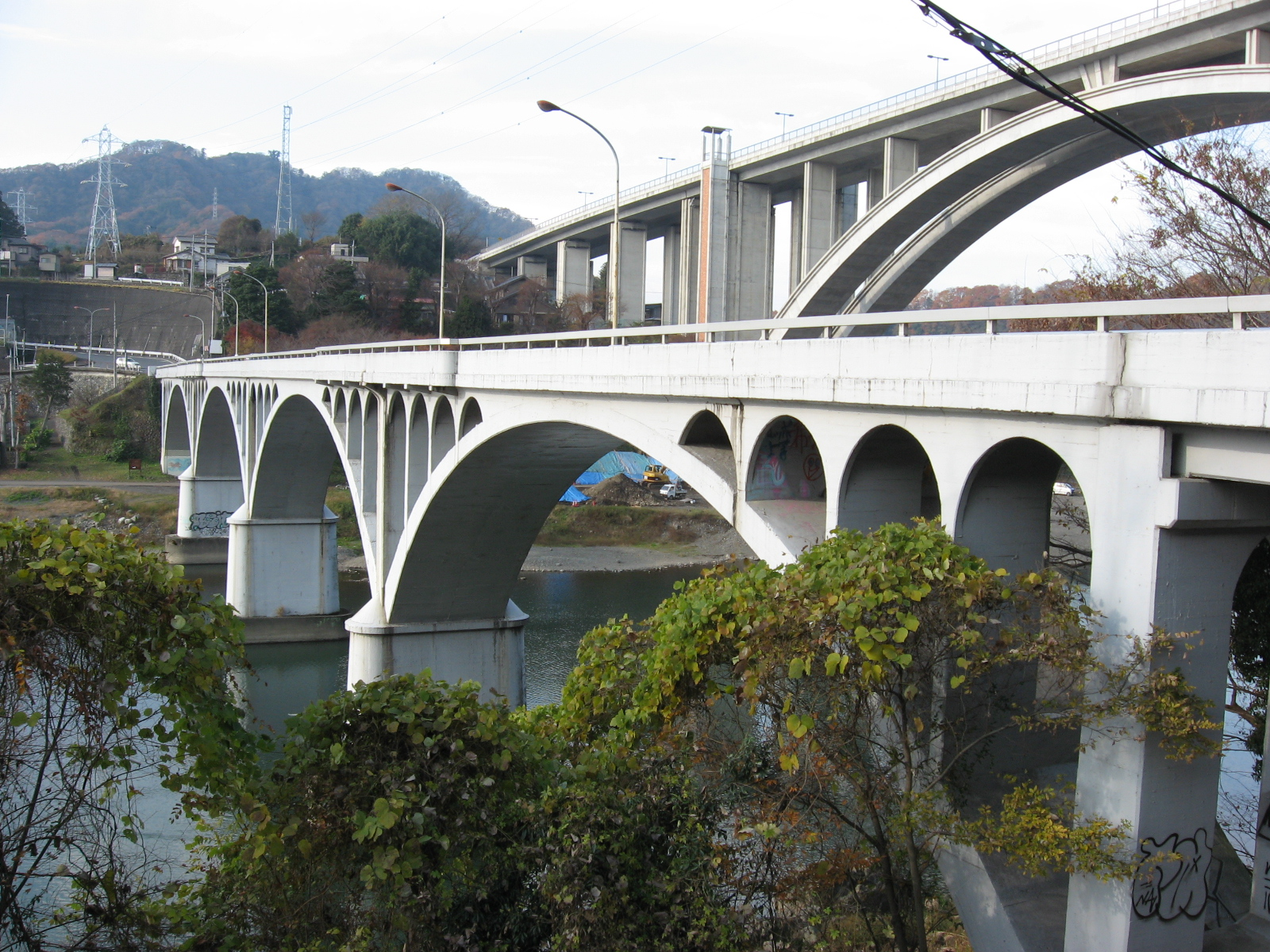
小倉橋（右上が新小倉橋）

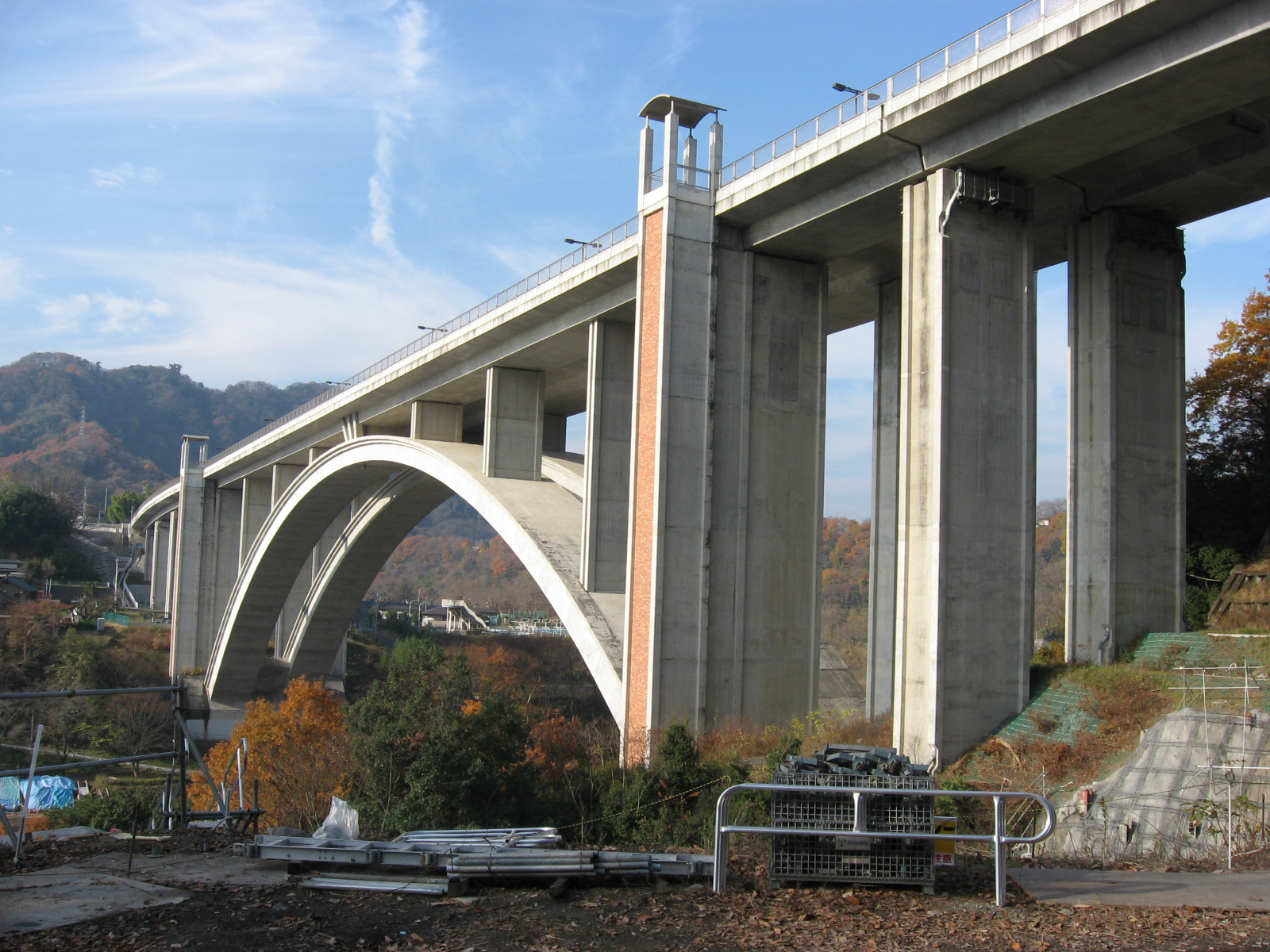
新小倉橋

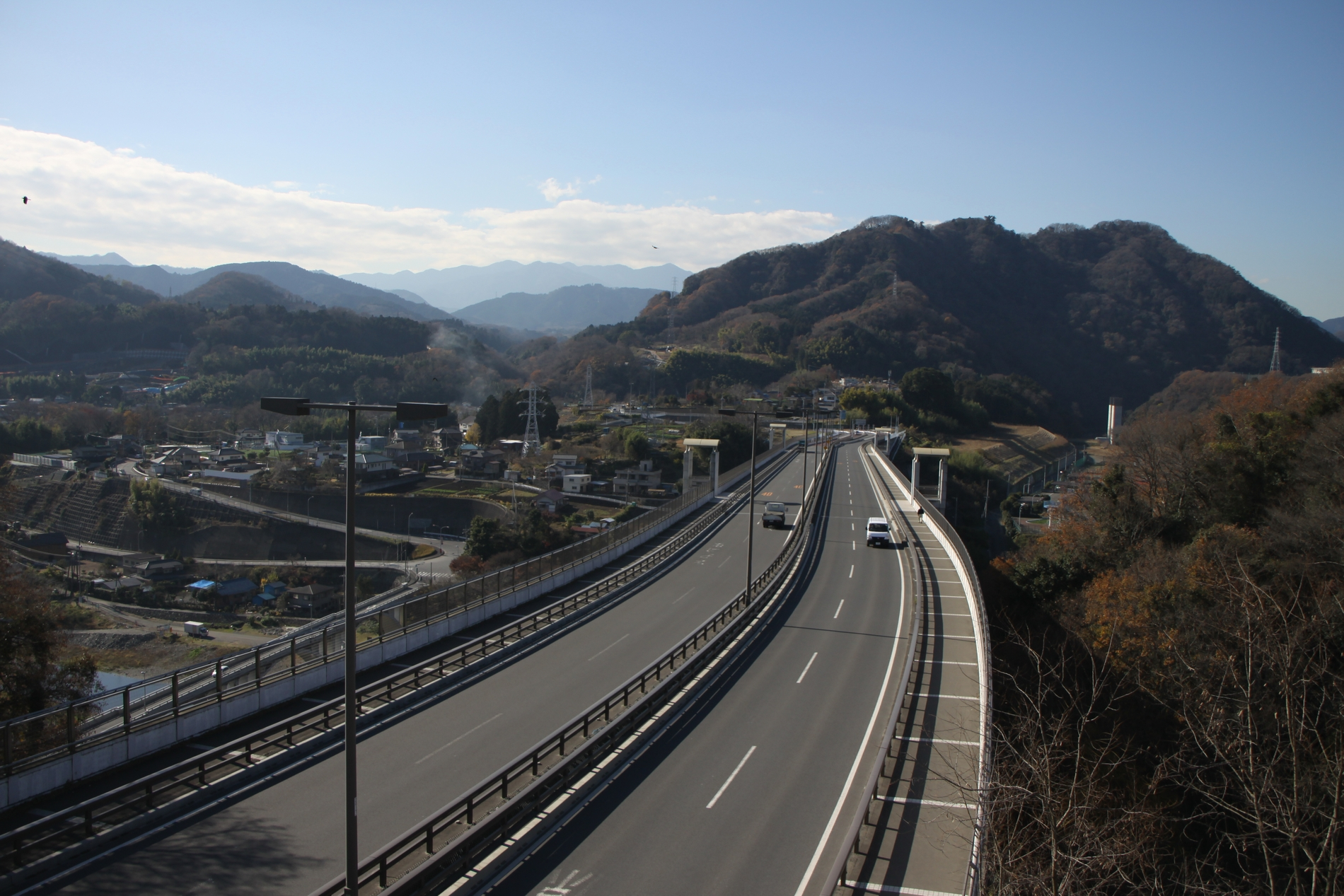
向原付近（相模川左岸）から小倉方面（相模川右岸）を望む

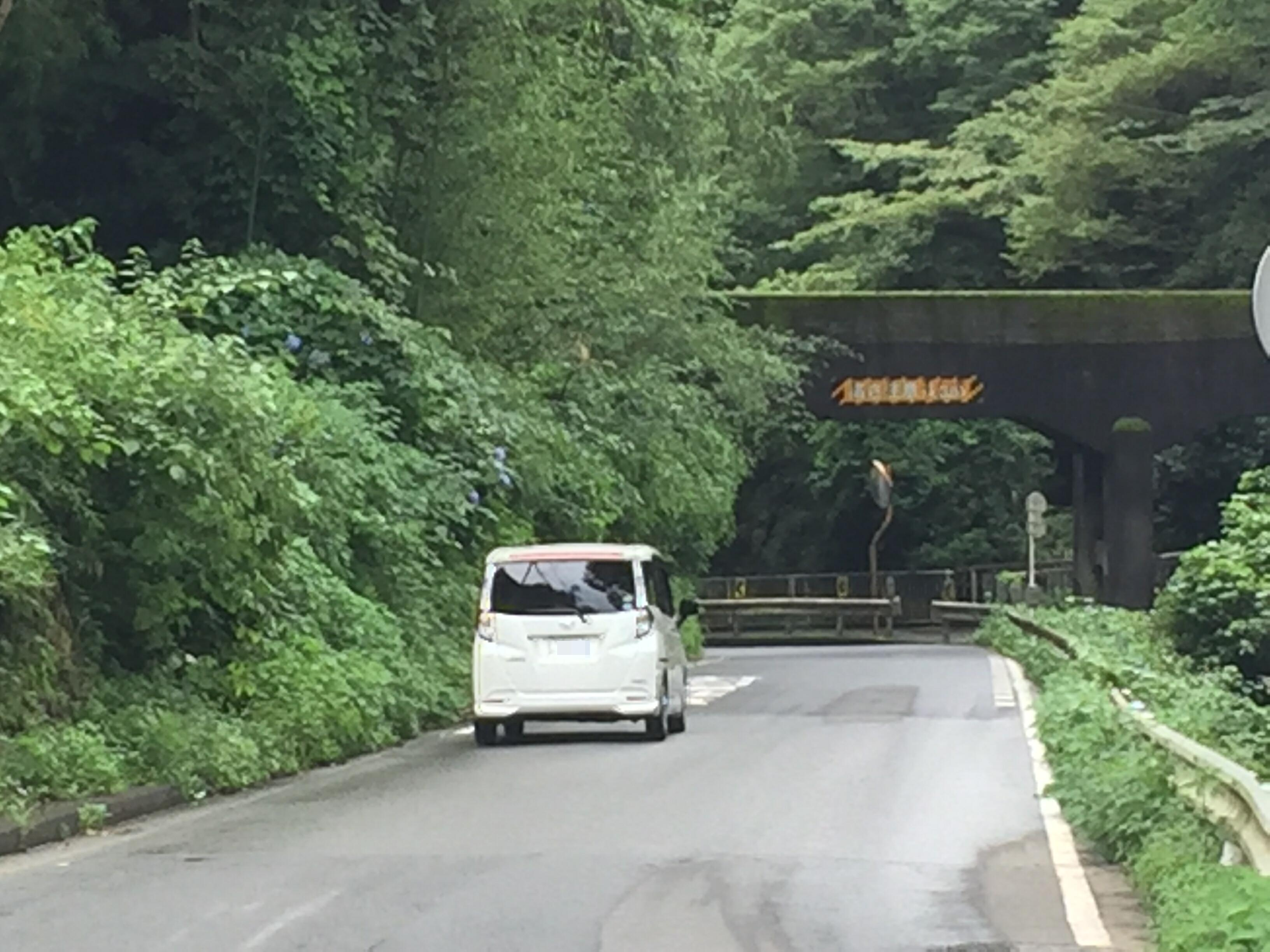
510号旧道（相模原市緑区久保沢）。横浜水道の水路橋の下を通り、小倉橋へ向かう

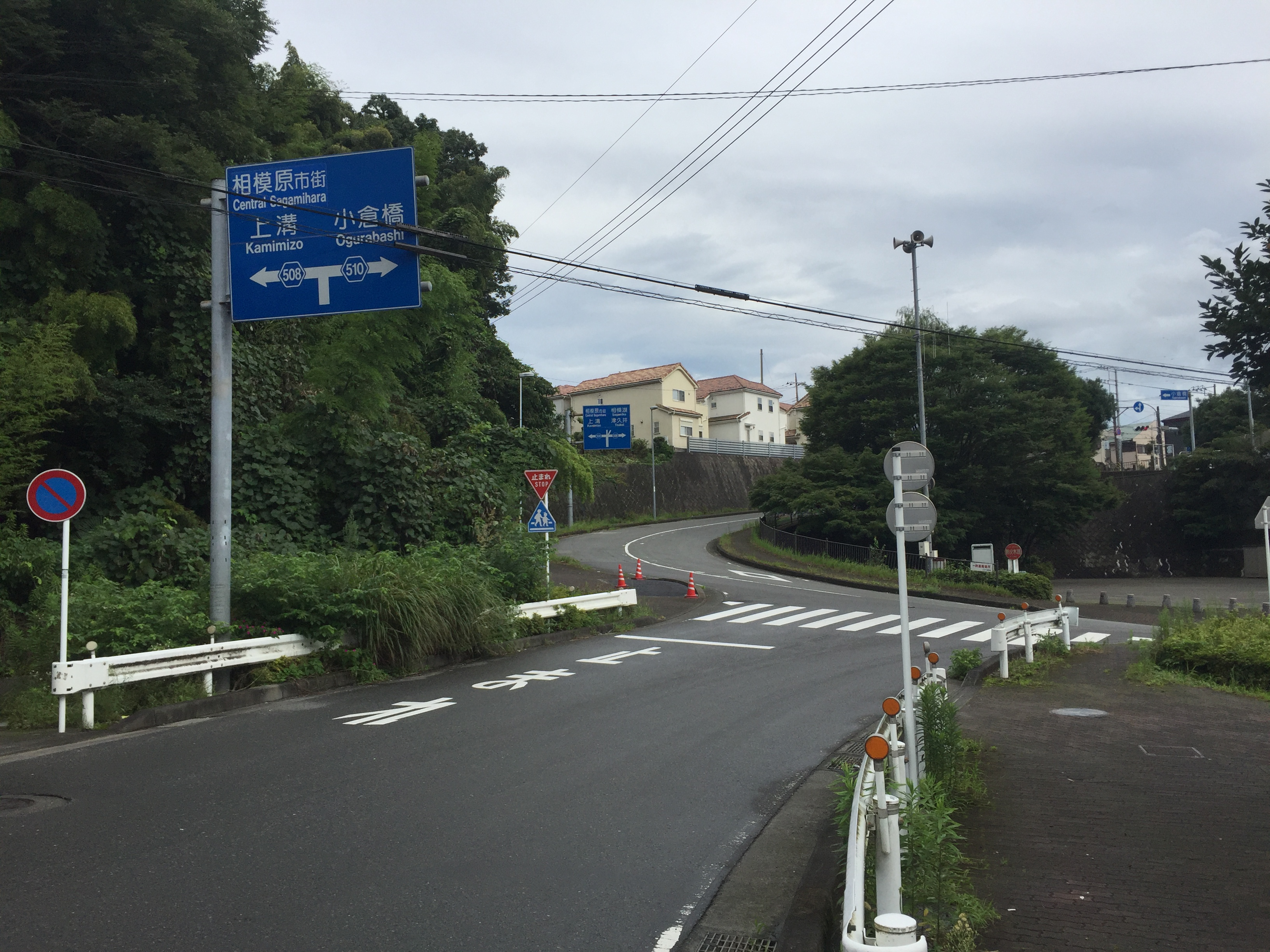
510号と県道508号の交点（相模原市緑区久保沢）

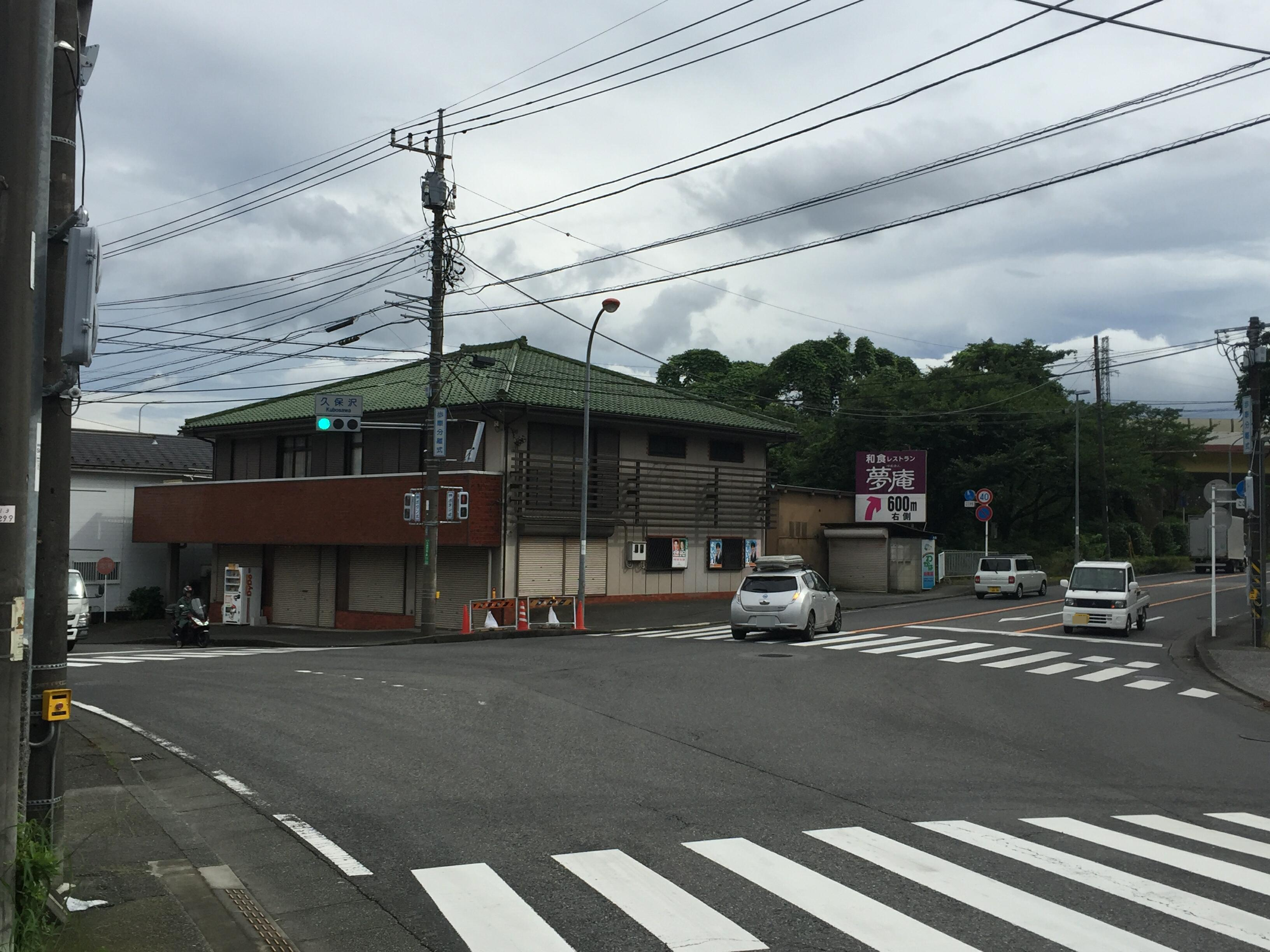
久保沢交差点。左手直進方向が510号・小倉橋方面（右折は国道413号・津久井方面）。

神奈川県道510号長竹川尻線（かながわけんどう510ごう ながたけかわしりせん）は、全区間が相模原市緑区内を通る県道である。

## 概要
平日は国道413号とともに津久井地区から相模原市中心部方面への自動車通勤に多く使われる道で、近年の普通乗用車の大型化によって相模川に架かる小倉橋はすれ違いがほぼ不可能になり、数km単位の渋滞が発生していた。
そのため、1992年（平成4年）より小倉橋の上流約100m地点において新橋の建設に取りかかり、2004年（平成16年）3月6日に実質上相模原市中心部方面へのバイパスである新小倉橋として片側2車線の橋が開通し、相模川右岸の小倉にアクセス用の道路が新設された。これにより朝の通勤時間帯の小倉橋周辺の渋滞は大幅に改善された。しかし、行楽客の通行量増加による週末渋滞が起きており、これを解消するため本道のバイパスとして津久井広域道路の建設が順次進められている。津久井広域道路は、国道16号、さがみ縦貫道（圏央道）、神奈川県道65号厚木愛川津久井線と接続する区間が供用中であり、根小屋以西の国道412号交点までの区間は計画中である。

## 路線データ
- 陸上距離：5.8km
- 起点：神奈川県相模原市緑区長竹（国道412号、串川橋交差点）
- 終点：神奈川県相模原市緑区久保沢（国道413号、久保沢交差点）
- Google マップ

## 重複区間
- 神奈川県道65号厚木愛川津久井線（信号無交差点 - 西中野交差点）
相模原市緑区根小屋 （約60m）

## バイパス
- 津久井広域道路

## 通過自治体
- 神奈川県
  - 相模原市（緑区）

## 地理
- 周辺の山
  - 小倉山（相模原市緑区小倉）
  - 城山（同市緑区根小屋）
- 周辺の川
  - 串川
  - 韮尾根沢
  - 尻久保川
    - 荒句橋（同市緑区根小屋）

  - 相模川
    - 小倉橋（同市緑区小倉）

  - 谷津川
- 周辺の湖
  - 津久井湖

## 路線バス
- 神奈川中央交通 橋03系統：宮原 - 西中野（橋本駅北口 - 新小倉橋 - 三ヶ木）
- 神奈川中央交通 橋07系統：久保沢 - 串川橋（橋本駅北口 - 小倉橋 - 鳥居原ふれあいの館）
- 神奈川中央交通 橋05系統：久保沢 - 小倉（橋本駅南口 - 小倉橋 - 小沢）
- 神奈川中央交通 宿01系統：久保沢 - 小倉（原宿5丁目 - 小倉橋 - 小沢）

## 通過する自治体
- 神奈川県相模原市

## 主な周辺の施設
- 串川グラウンド（相模原市緑区長竹）
- 谷ヶ原浄水場（同市緑区谷ヶ原）
- 城山総合事務所（同市緑区久保沢）
- こだまプール（同市緑区小倉）

## 主な接続路線
- 国道412号（相模原市緑区長竹、串川橋交差点）
- 神奈川県道65号厚木愛川津久井線（同市緑区根小屋）
- 津久井広域道路（同市緑区小倉、宮原交差点）
- 神奈川県道511号太井上依知線（同市緑区小倉）
- 神奈川県道508号厚木城山線（同市緑区久保沢）
- 国道413号（同市緑区久保沢、久保沢交差点）